# Premios Aura
Los Premios Aura es una distinción anual en la que se reconoce la excelencia en series de televisión en español realizadas para plataformas de streaming. Este galardón pertenece y es organizado por FCO Group, una empresa de mercadotecnia.
La primera ceremonia de premiación tuvo lugar en la Ciudad de México el 3 de julio de 2024.

## Historia
Aura Media, iniciativa de FCO Group, creó los Premios Aura en 2024 para distinguir las mejores series en español estrenadas en plataformas digitales durante 2023. Un jurado integrado por cien miembros —profesionales de la industria, artistas y líderes de opinión— evaluó las nominaciones y analizó su impacto.
El 3 de julio de 2024, se llevaron a cabo la primera entrega de premios en el Frontón México. Los nominados se anunciaron el 28 de mayo de 2024 en un portal de videos en Internet. La segunda entrega de premios fue el 6 de abril de 2025 en el Jardín de Santa Fé en la Ciudad de México.

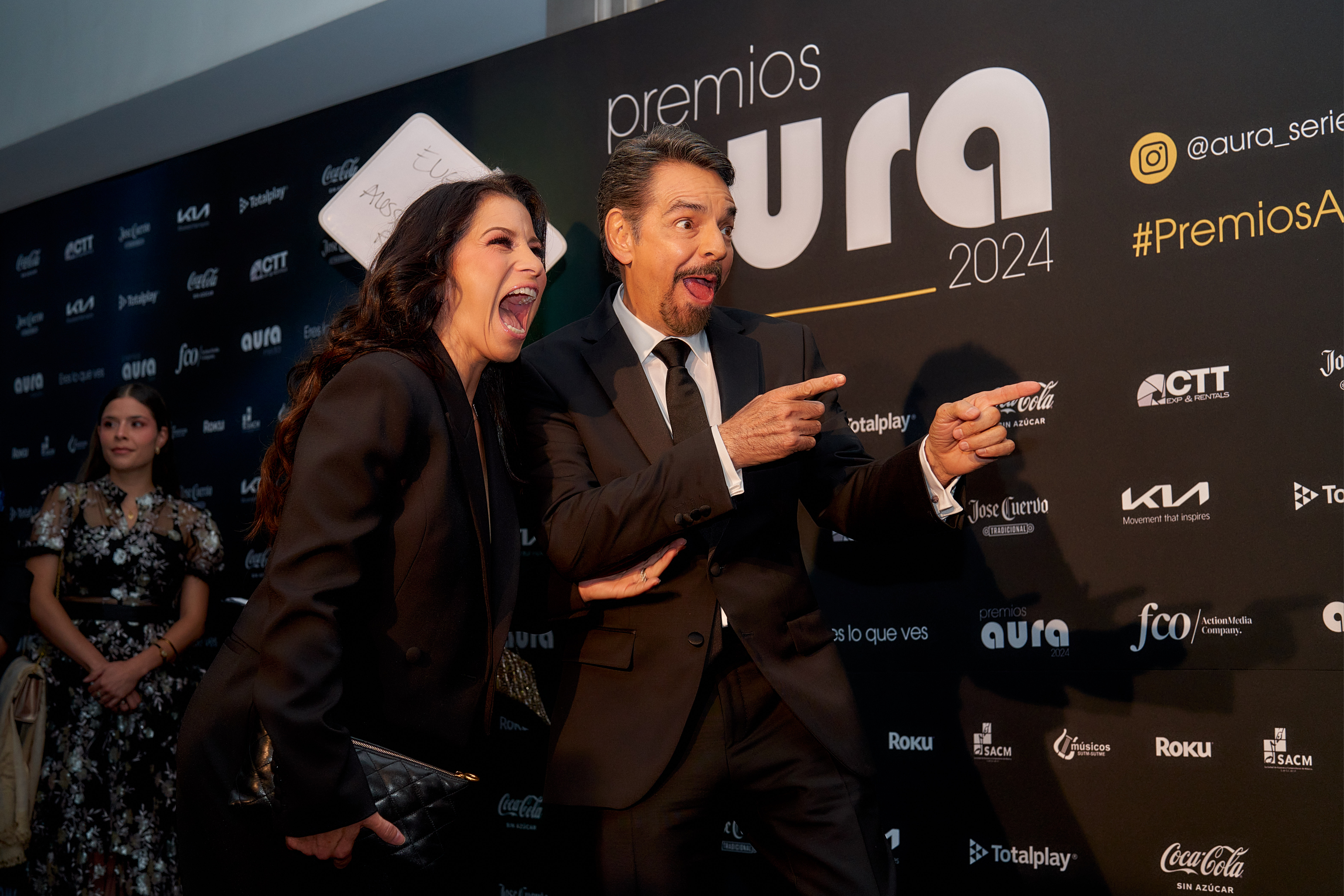
Eugenio Derbez y Alessandra Rosado en los Premios Aura 2024

## Categorías
- Mejor serie de drama
- Mejor serie de comedia
- Mejor serie documental
- Mejor actuación en serie de drama
- Mejor actuación en serie de comedia
- Mejor actuación secundaria
- Revelación actoral
- Mejor elenco
- Mejor producción ejecutiva
- Mejor escritor / escritores
- Mejor dirección
- Mejor piloto
- Mayor impacto
- Talento hispano internacional
- Premio Leyenda

## Ceremonias
| Ceremonia   | Fecha              | Lugar                             |
| ----------- | ------------------ | --------------------------------- |
| 1.ª edición | 3 de julio de 2024 | Frontón México, Ciudad de México  |
| 2.ª edición | 6 de abril de 2025 | Jardín Santa Fe, Ciudad de México |

## Ganadores
| N.º | Ceremonia          | Mejor serie de drama     | Mejor serie de comedia | Mejor Serie Documental              | Mejor actuación en serie de drama | Mejor actuación en serie de comedia | Mejor Actuación Secundaria | Revelación Actoral | Mejor elenco      | Mayor Impacto        | Talento Hispano Internacional | Premio Leyenda |
| --- | ------------------ | ------------------------ | ---------------------- | ----------------------------------- | --------------------------------- | ----------------------------------- | -------------------------- | ------------------ | ----------------- | -------------------- | ----------------------------- | -------------- |
| 1°  | 3 de julio de 2024 | Vgly                     | Ojitos de huevo        | El Show: Crónica de un asesinato    | Pedro Alonso                      | Memo Villegas                       | Verónica Bravo             | Iván Hochman       | Pacto de Silencio | Ojitos de huevo      | Cristina Rodlo                | Eugenio Derbez |
| 2°  | 6 de abril de 2025 | Como agua para chocolate | Y llegaron de noche    | Lebaron; Muerte en tierra prometida | Diego Luna                        | Cassandra Sánchez Navarro           | Christian Tappan           | Axel Madrazo       | Las Azules        | Cien años de soledad | Javier Bardem                 | Manolo Caro    |